# Vanyar
În lucrarea scriitorului J.R.R. Tolkien, Vanyarii erau numiți elfii cei frumoși și erau considerați cei mai nobili dintre toți elfii.